# Black Hawk Down - Black Hawk abbattuto
Black Hawk Down - Black Hawk abbattuto è un film del 2001 diretto da Ridley Scott.
Il film è basato sul saggio storico scritto da Mark Bowden Black Hawk Down: A Story of Modern War, pubblicato nel 1999 e che tratta della battaglia di Mogadiscio. La pellicola è stata premiata nel 2002 con due premi Oscar: miglior sonoro e miglior montaggio dell'italiano Pietro Scalia.

## Trama
1992: anni di guerra civile e carestia in Somalia hanno portato a una catastrofe di proporzioni bibliche con 300.000 morti fra i civili. Le forze internazionali scendono in campo per mettere fine a questo genocidio ma, una volta partiti i marines, il più potente signore della guerra somalo, Mohammed Farah Aidid, inizia ad attaccare i caschi blu dell'O.N.U., responsabili della salvaguardia della pace.
1993: gli Stati Uniti inviano in Somalia la Delta Force, i Rangers e il 160th SOAR, allo scopo di catturare Aidid.
Il 3 ottobre il comando americano decide di intraprendere un raid per catturare i ministri di Aidid. Il piano, che era sconosciuto alle autorità internazionali e a Washington, prevede un'azione di trenta minuti: si tratta di giungere sul posto grazie a quattro UH-60 Black Hawk, che faranno scendere quattro unità di Rangers in quattro punti intorno a un edificio al centro di Mogadiscio, zona sotto il controllo militare di Aidid, mentre gli operatori della Delta Force arresteranno tutti quelli che si trovano all'interno dell'edificio stesso. Il raid si deve concludere quando la colonna di Humvee del tenente colonnello McKnight, in attesa, entra nel quartiere e preleva tutti.
Lo sbarco dei Rangers non comincia bene per il sergente Eversmann, poiché il soldato del suo plotone Todd Blackburn cade dall'elicottero mentre è intento a scendere con la corda. Eversmann è costretto a portare subito Blackburn all'edificio obiettivo, ritornando poi in postazione. Ma le cose si mettono definitivamente male quando il Black Hawk Super 6-1 di Wolcott viene abbattuto. Steele, il capitano dei Rangers, ordina a Eversmann e ai suoi di recarsi sul luogo dell'impatto per soccorrere i caduti, lasciando soltanto due uomini in posizione in attesa delle Humvee, lo specialista Lance Twombly e lo specialista Shawn Nelson.
Gli Humvee devono andare ancora a riprendere i feriti del Black Hawk, ma la città è ormai in stato di guerra e l'effetto sorpresa è fallito. Il gruppo di Eversmann riesce ad arrivare al punto d'impatto in attesa dell'elicottero dei soccorsi, ma contemporaneamente il capitano Steele e gli altri sono invece in difficoltà, costretti a fermarsi per l'alto numero di feriti. Anche la colonna di Humvee, dopo vari e vani tentativi, non riesce a raggiungere il luogo d'impatto e, per i troppi feriti, deve rientrare alla base. Infine anche il Black Hawk di Durant viene abbattuto ed egli è l'unico a sopravvivere alla caduta. Shughart e Gordon, due cecchini della Delta, si prestano volontariamente ad assicurare la sua posizione, e da un altro elicottero scendono a terra per coprire il Black Hawk. Muoiono nell'impresa, e nonostante il loro intervento Durant viene catturato.
I Rangers e i Delta sono così costretti a passare la notte in Mogadiscio. Eversmann vede morire un suo uomo, il caporale Smith, ferito gravemente a una gamba nell'intento di salvare un suo compagno. Il comando chiede aiuto ai soldati pakistani e ai soldati americani della 10ª Divisione da montagna, che dispongono di mezzi blindati e, alla fine di una notte di combattimenti, l'evacuazione è completata e vengono tutti prelevati, anche se ciò avviene non senza ulteriori perdite.
L'azione, che inizialmente doveva durare trenta minuti, dura in totale 15 ore e costa la vita a 19 soldati americani e a più di mille somali. I sergenti della Delta Force Gary Gordon e Randall Shughart sono i primi militari americani a ricevere la Medal of Honor dopo la fine della guerra del Vietnam, mentre Michael Durant viene rilasciato undici giorni dopo la cattura. Due settimane dopo il presidente Bill Clinton ritira le truppe dalla Somalia. Il generale Garrison si assume l'intera responsabilità del fallito raid e nel 1996, quando Aidid viene ucciso a Mogadiscio, si ritira dal servizio attivo.

## Produzione e incassi
Il budget è stato di 92 milioni di dollari. Il film è uscito negli Usa il 28 dicembre 2001 e gli incassi sono stati di circa 108 milioni. Con poco più di 64 milioni di dollari nel mercato internazionale, la pellicola ha incassato in totale circa 173 milioni di dollari. Le riprese si sono svolte interamente in Marocco dal 3 marzo al luglio 2001. In Italia è uscito dall'8 febbraio 2002.

## Riconoscimenti
- 2002 - Premio Oscar
  - Miglior montaggio a Pietro Scalia
  - Miglior sonoro a Michael Minkler, Myron Nettinga e Chris Munro
  - Nomination Migliore regia a Ridley Scott
  - Nomination Migliore fotografia a Sławomir Idziak
- 2002 - Premio BAFTA
  - Nomination Migliore fotografia a Sławomir Idziak
  - Nomination Miglior montaggio a Pietro Scalia
  - Nomination Miglior sonoro a Per Hallberg, Karen M. Baker, Michael Minkler, Myron Nettinga e Chris Munro
- 2002 - MTV Movie Awards
  - Nomination Miglior film
  - Nomination Miglior sequenza d'azione (L'incidente del primo Black Hawk)
- 2001 - National Board of Review Award
  - Migliori dieci film
- 2002 - Saturn Award
  - Nomination Miglior film d'azione/di avventura/thriller
- 2002 - Motion Picture Sound Editors
  - Miglior montaggio sonoro
- 2002 - Writers Guild of America
  - Nomination Migliore sceneggiatura non originale a Ken Nolan